# یوتا ایتو
یوتا ایتو (انگلیسی: Yuta Ito؛ زادهٔ ۱۸ سپتامبر ۱۹۹۲) بازیکن فوتبال اهل ژاپن است.
از باشگاه‌هایی که در آن بازی کرده‌است می‌توان به باشگاه فوتبال آلبیرکس نیگاتا اشاره کرد.